# Familie

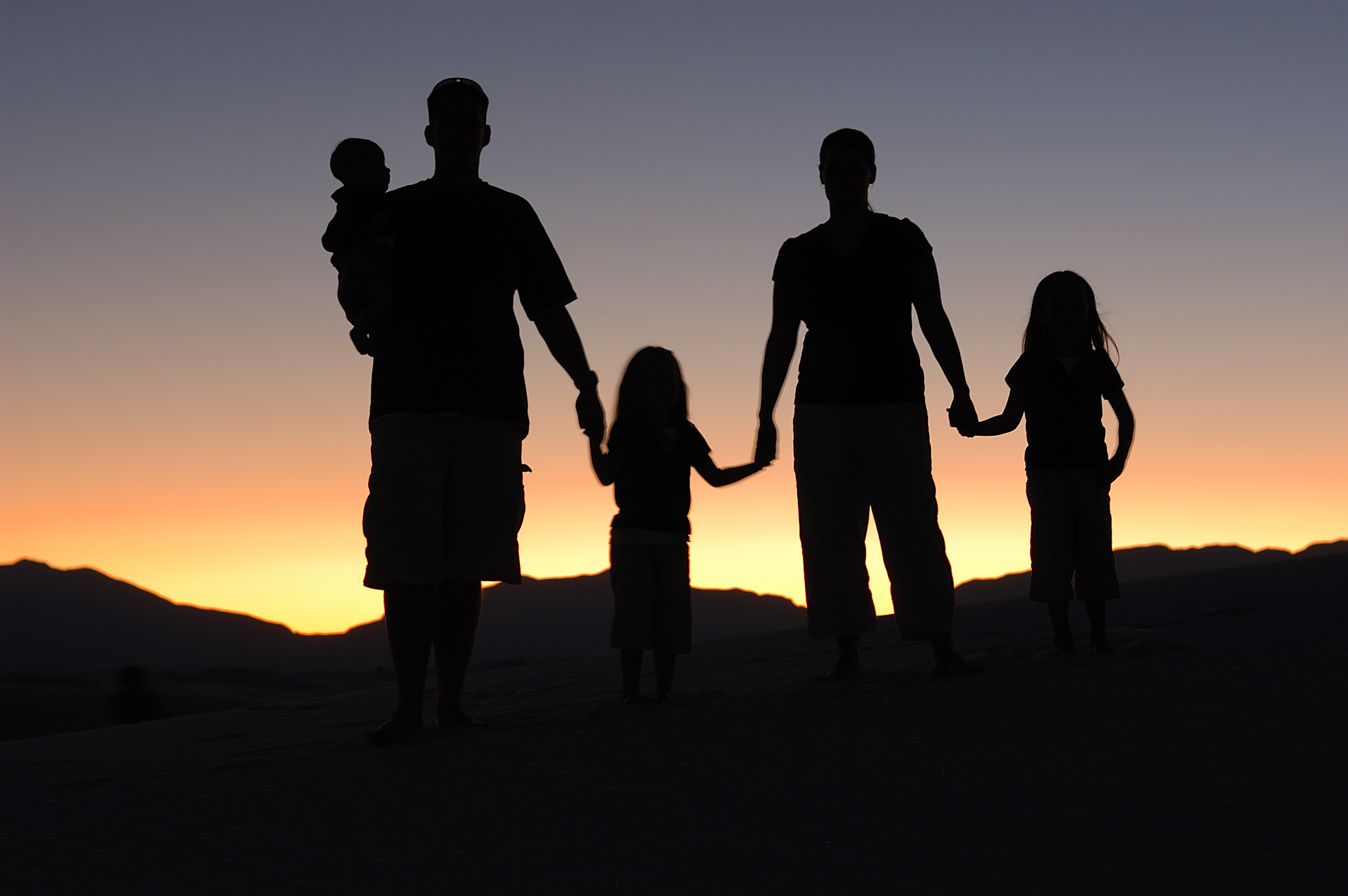
Eine Familie aus Eltern und drei Kindern

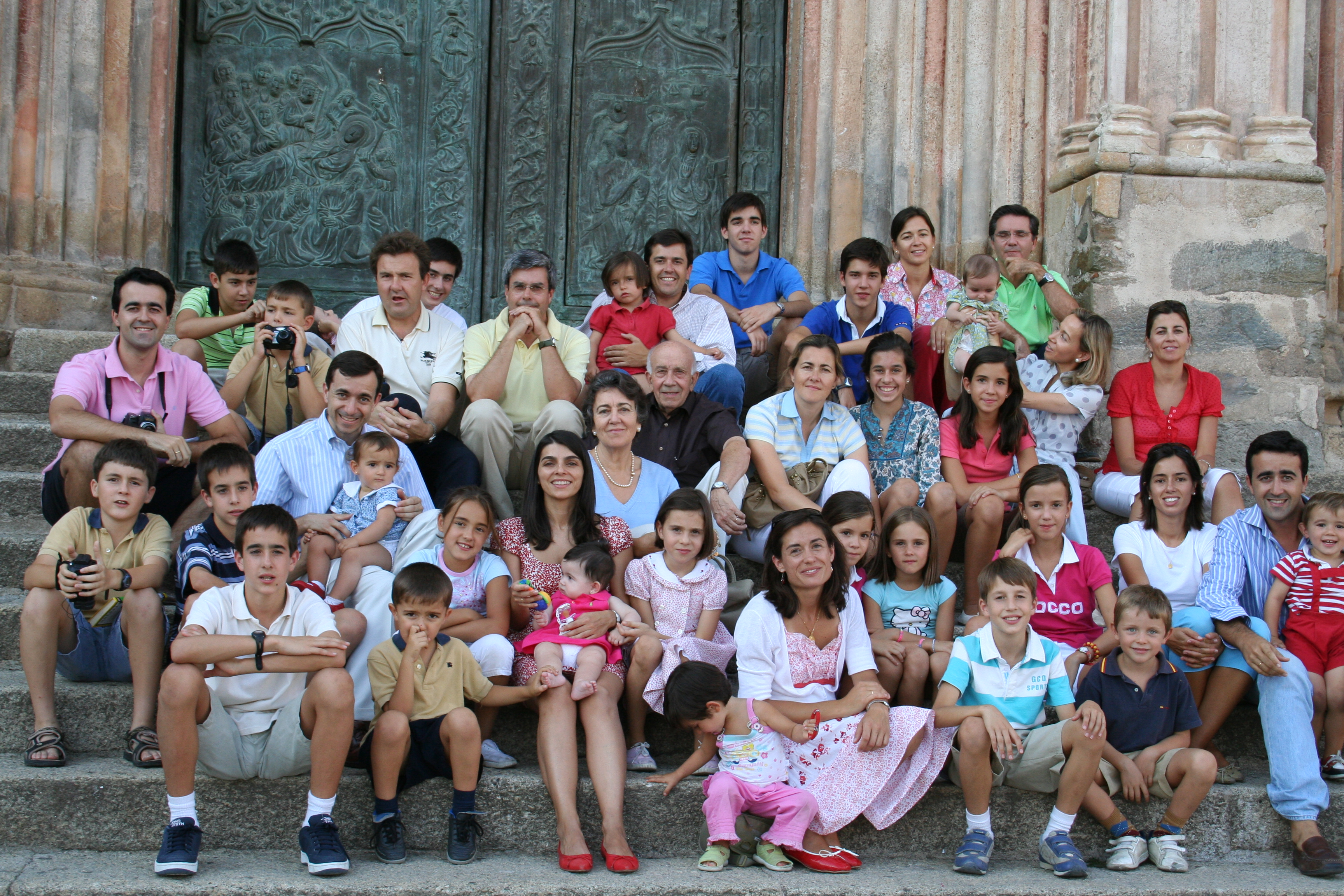
Eine Großfamilie mit elf Kindern und siebenundzwanzig Enkelkindern, vor dem Kloster Guadalupe, Spanien 2007.

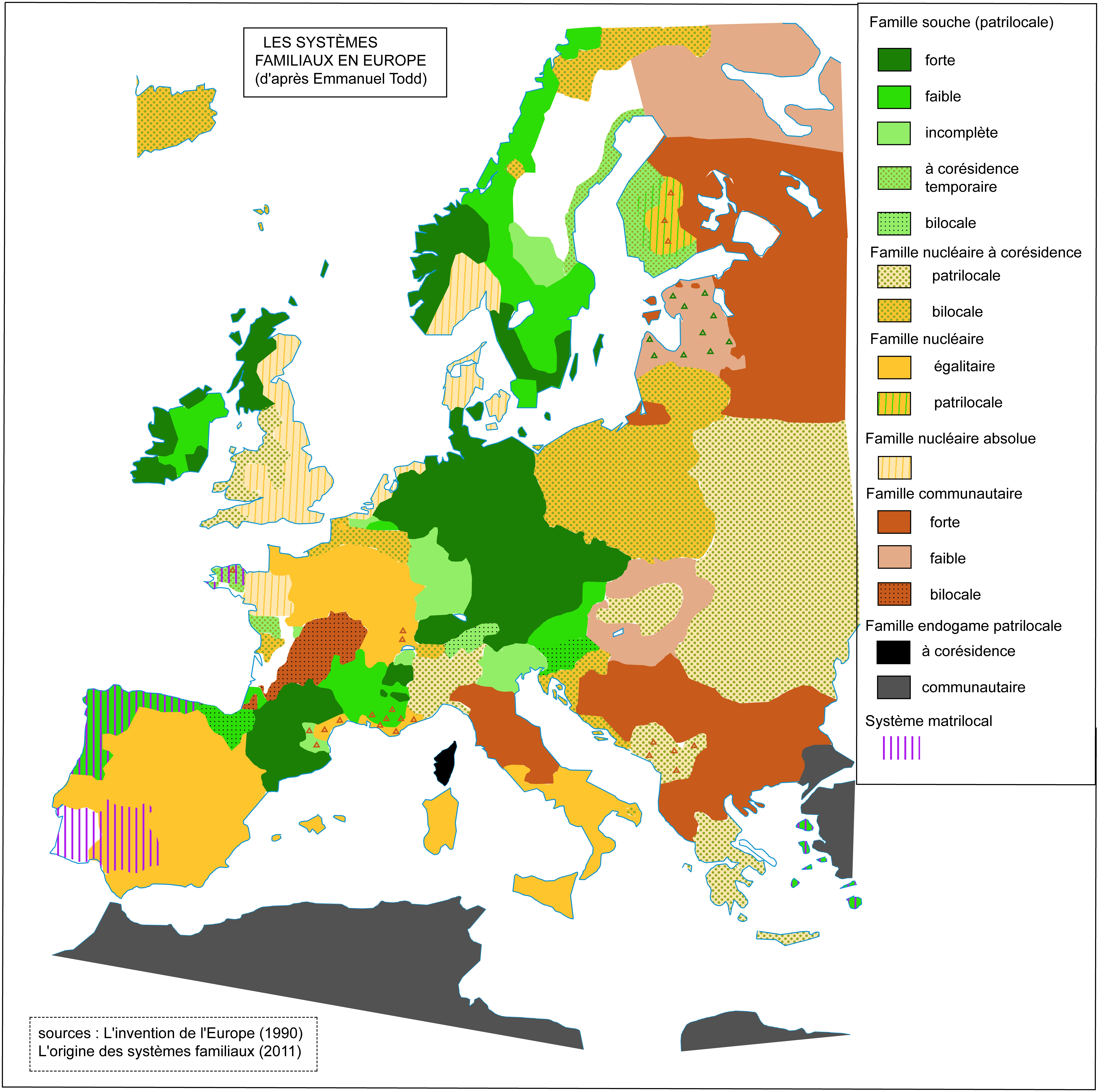
Verbreitung von verschiedenen Familiensystemen in Europa nach Todd. Grüntöne: Formen der Stammfamilie (je dunkler, desto stärker ausgeprägt). Gelbtöne: Kernfamilie. Orangetöne: kommunitäre Familie. Grau: endogam-patrilokale Familie. Rote Streifen: matrilokale Familie.

Familie (von lateinisch familia „Gesinde“, „Gesamtheit der Dienerschaft“, einer Kollektivbildung von famulus „Diener“) bezeichnet soziologisch eine durch Partnerschaft, Heirat, Lebenspartnerschaft, Adoption oder Abstammung begründete Lebensgemeinschaft, meist aus Eltern oder Erziehungsberechtigten sowie Kindern bestehend, gelegentlich durch weitere, mitunter auch im selben Haushalt lebende Verwandte oder Lebensgefährten erweitert. Die Familie beruht im Wesentlichen auf Verwandtschaftsbeziehungen.

## Definitionszweck
Zu klären ist nicht nur die Frage, ob eine bestimmte soziale Kleingruppe eine Familie bildet, sondern auch, wer zu einer Familie gehört. Die meisten Definitionen von Soziologen und Wirtschaftswissenschaftlern gehen davon aus, dass das Zusammenleben als Hausfamilie in einem gemeinsamen Haushalt (dem „Familienhaushalt“) ein Wesensmerkmal einer Familie darstellt.
So wird Familie sozialgeschichtlich etwa als real zusammenlebende Gruppe gesehen, die nicht von genealogischen Beziehungen, sondern von funktionalen Zusammenhängen her zu fassen ist.
Für Juristen ist eher die Frage von Belang, ob jemand ein „Angehöriger“ einer anderen Person ist. Angehörige genießen Privilegien, die „Nicht-Angehörigen“ nicht zugestanden werden, sind aber auch mit spezifischen rechtlichen Pflichten belastet. Für Juristen sind beispielsweise Familien Gemeinschaften von Erbberechtigten oder die Gesamtmenge derjenigen Angehörigen, die berechtigt sind, vor Gericht die Aussage zu verweigern.

## Begriffsgeschichte

### Antike (Römisches Reich)
Der Begriff familia hat seine Wurzeln im oskischen Wort famel bzw. famelo sowie im umbrischen Wort fameria. Das oskische famat bedeutet „wohnen“ und verweist auf die Grundbedeutung des Zusammenwohnens.
Die lateinischen Begriffe famulus und famula bedeuteten „Haussklave“, „Diener“ bzw. „Sklave“ und „Dienerin“ bzw. „Sklavin“. Der davon abgeleitete lateinische Begriff familia ist in der lateinischen Sprache „vielschichtig“. Für den heutigen Familienbegriff gab es im Lateinischen – genau wie im Griechischen – kein Wort: „In keiner ihrer Bedeutungen war familia also die Kernfamilie, bestehend aus Vater, Mutter, Kindern.“
Die Begriffe familia und die zugehörige soziale Zentralposition des pater familias waren Herrschaftsbezeichnungen, die Machtverhältnisse bzw. unterschiedliche Aspekte von Machtverhältnissen anzeigten. Der biologische Erzeuger (Vater) hieß genitor, nicht Pater. Bereits in den indogermanischen Sprachen stand Pater nicht für leibliche und materielle Aspekte einer Vaterschaft, sondern für „Schöpfungskraft“ und „übernatürliche Kräfte“ jenseits der reinen Fruchtbarkeit eines Mannes.
In der römischen Antike wurde erstmals die Verwandtschaft als zentrale beziehungsstiftende Institution relativiert, indem die familia sich um die Zentralposition des pater familias konstituierte und durch diesen quasi als soziale Einheit ins Leben gerufen wurde. Nicht die Vereinigung von männlichem Samen mit weiblicher Fruchtbarkeit, sondern die charismatisch überhöhte Stellung des Hausherrn, die Patria Potestas, verschaffte ihm das unbeschränkte Verfügungsrecht über die gesamte Hausgemeinschaft, d. h. Sachen und Personen wie Ehefrau, Kinder, Sklaven, Freigelassene und Vieh.
Die höchst unterschiedlichen Kontexte, in denen der lateinische Begriff familia verwendet wurde, bezeichnen jeweils bestimmte Aspekte des komplexen Herrschaftsbegriffs:
- Sklavengesinde, d. h. die Sklaven und abhängigen Freigelassenen einer Hausgemeinschaft (häufigste alltägliche Begriffsverwendung)
- Geschlecht der Vorfahren in männlicher Linie
- Sämtliche Personen, die unter der Gewalt des pater familias standen (Ehefrau, Kinder, ggfs. Enkel, Sklaven, Freigelassene)
- Sämtliche Sachen und Personen, die unter der Gewalt des pater familias standen, also auch Vieh, Geld, Güter, Lebensmittel, Metalle etc.[11][14]

### Mittelalter
Im Mittelalter war familia kein Begriff der Alltagssprache, sondern bezeichnete den Rahmenhaushalt des Herrschers, der oftmals viele hunderte oder tausende von Personen umfasste. Dieser Rahmenhaushalt bestand aus einem vielfach verschachtelten System einander über- und untergeordneter Hausgemeinschaften. Schlüsselbegriff der sozialen Ordnung war nicht der Begriff familia, sondern der des Hauses. Die Ordnung des Hauses ging dabei überall auf die gleiche häusliche Wurzel zurück. Die sogenannte Hausfamilie, eine (im Sinne des Personenverbandsrechtes) geschlossene Hausgemeinschaft (familia), zu der auch Hausangestellte gehörten, hatte im Hochmittelalter die vom Sippenverband her bestimmte Familie des Frühmittelalters abgelöst. Ähnlich der Familiendefinition Mitterauers definierte bereits Konrad von Megenberg in der Schrift Yconomica den Begriff domus temporalis (bzw. „irdische Haus“): „Domus temporalis est communitas personalis ad necessitatem vite humane exterioris hominis racionabiliter ordinata […]“ („Ein Zuhause auf Zeit ist eine persönliche Gemeinschaft, die rational organisiert ist, um den Bedürfnissen des menschlichen Lebens außerhalb des Menschen gerecht zu werden“).

### Neuzeit
Erst ab Ende des 17. Jahrhunderts wurde der Begriff Familie aus dem Französischen kommend allmählich in die deutsche Alltagssprache übernommen. Anfangs war er noch gleichbedeutend mit dem älteren Begriff Haus. Erst später bezeichnete er die engere Einheit der sogenannten Kernfamilie oder die weitere soziale Einheit im Sinne der Verwandtschaft. Der neue Begriff bezeichnet das mit dem Aufstieg des Bürgertums sich durchsetzende Ideal der Bürgerlichen Familie, d. h. der Kernfamilie und ihrer Einbettung in Abstammungsbeziehungen.

## Einzelterminologie
Unabhängig davon, ob ein junges Ehepaar nach der Heirat zur Familie der Frau zieht (Matrilokalität) oder zu der des Mannes (Patrilokalität) oder ob es sich an einem dritten Wohnort niederlässt (Neolokalität), gibt es je nach Kultur unterschiedliche Definitionen des Begriffs und der Größe einer Familie. Oft lässt sich an der Vielfalt der Verwandtschaftsbezeichnungen auch die theoretische Größe einer Familie ablesen – so gibt es in der kroatischen Sprache unterschiedliche Bezeichnungen für den Onkel als Bruder des Vaters oder aber der Mutter.
Wenn Großeltern, Eltern und Kinder als Familie zusammenleben, spricht man von einem Mehrgenerationenhaushalt bzw. einer Mehrgenerationenfamilie oder auch Großfamilie. In den USA und anderen Ländern gibt es den Begriff der erweiterten Familie (extended family), zu der die weitere, teils angeheiratete Verwandtschaft gehört (Schwägerschaft).
Auch wird unterschieden, ob materielle, kulturelle und spirituelle Ressourcen in einer Familie vom Vater auf den Sohn übergehen (Patrilinearität) oder ob sie über die Mutter laufen (Matrilinearität). Zwar gilt dabei zunächst die Blutsverwandtschaft, doch gibt es in vielen Kulturen die Möglichkeit der Adoption.
Als Familienoberhaupt oder veraltend Hausvater wird diejenige Person angesehen, die formal und oft auch tatsächlich die größte Entscheidungsmacht auf die Familienmitglieder und das Handeln der Familie hat (vergleiche Clanmutter, sowie das altrömische Konzept des „Familienvaters“ pater familias). In patrilinearen Gesellschaften (nach ihren Väterlinien) ist dies meist der älteste aktive Mann, von ihm wird oft paternalistische Fürsorge erwartet (siehe auch Hausväterliteratur, Seniorität). Im Bürgerlichen Gesetzbuch von 1896 legte  § 1354 fest, dass der Mann Oberhaupt der Familie war. Ihm stand „die Entscheidung in allen das gemeinschaftliche eheliche Leben betreffenden Angelegenheiten zu; er bestimmt insbesondere Wohnort und Wohnung“. Dieser so genannte Gehorsamsparagraph verstieß gegen die Gleichberechtigung der Geschlechter, wie sie Artikel 3 des Grundgesetzes für die Bundesrepublik Deutschland garantiert. Daher wurde er 1957 ersatzlos gestrichen.

## Funktionen der Familie

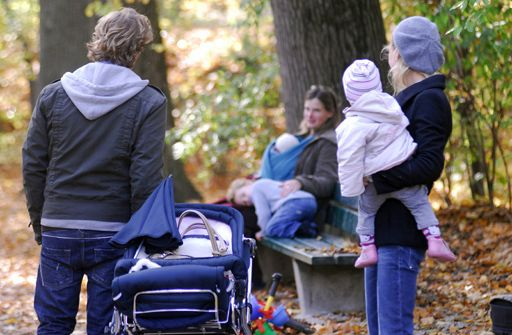
Peergroup Familie. Junge Familien kommunizieren bevorzugt untereinander

Die Familie bündelt biologisch und sozial viele Funktionen:
Ob die biologische Reproduktionsfunktion der Spezies Mensch der Institution „Familie“ bedarf, ist teilweise umstritten.
Zur biologischen Basis einer Familie gehören die Zeugungsfähigkeit und Gebärfähigkeit sowie die Fähigkeit zu einem menschengemäßen Brutpflegeverhalten. Zeugungs- und Gebärfähigkeit entfallen als Bedingung, wenn ein Ehepaar ein Kind adoptiert, dennoch kann von einer „Familie“ gesprochen werden. Kennzeichnend ist das Zusammenleben von mindestens zwei Generationen. Die Reproduktionsfunktion dient der Sicherung der Generationsfolge durch Weitergabe des Lebens.
Es lassen sich drei elementare soziale Funktionen hervorheben:
1. Die „Sozialisations“funktion (auch: erzieherische Funktion) der Familie besteht in ihrer Fähigkeit zur sozialen Kontrolle, zur Erleichterung der Sozialisation und in der Formierung von Motivationen und Fähigkeiten von Heranwachsenden. Sie bildet ein erstes dichtes soziales Netzwerk bereits für den Säugling und bildet Kinder und Jugendliche auch primär aus. Die Familie ist sozialer Raum für Geborgenheit, Wachstum, Entwicklung und als solcher mit entscheidend für die Entwicklung von Kompetenzen und Handlungspotential der nachfolgenden Generation.[29]
2. Die wirtschaftliche Funktion ist für viele Familien eine wichtige Funktion. So erbringt sie Schutz[30] und Fürsorge (auch materielle) für Säuglinge, aber auch für kranke und alte Familienangehörige, ernährt, kleidet und behaust sie.
3. Die politische Funktion ist zunächst eine verortende: Für in ihr geborene Kinder erbringt sie eine legitime Platzierung in der jeweiligen Gesellschaft. Sonst ist die politische Funktion in neuzeitlichen staatlich verfassten („statalen“) Gesellschaften fast erloschen, findet sich aber oft noch informell in der Oberschicht. In nichtstaatlichen Gesellschaften tritt sie jedoch als einziger politischer Rückhalt durch Verwandtschaft (Sippe, Clan) deutlich hervor.

Aus diesen können weitere Funktionen abgeleitet werden:
- Die religiöse Funktion (auch: Wertevermittlung) lässt sich aus der Sozialisationsfunktion ableiten, etwa in der Gestaltung von Familienfesten. Das ist in modernen Kleinfamilien unauffällig (Beispiele: Vater spricht das Tischgebet; er schmückt den Weihnachtsbaum). Anders in vorstaatlichen Gesellschaften: Da wurde es in vielen Bräuchen verdeutlicht – Beispiele: Der Vater bestimmte, ob ein Neugeborenes lebensfähig sei oder ausgesetzt werde; die Aussaat mit der Hand darf nur der Bauer selber vornehmen.
- Die rechtliche Funktion ist verfassungs- und privatrechtlich (dort im Familienrecht) auch heute noch lebendig. Nach dem deutschen Grundgesetz steht die Familie unter besonderem staatlichen Schutz. Im privatrechtlichen Bereich hat sie zahlreiche Gestaltungsrechte (so im Unterhalts-, Vormundschafts-, Adoptions- und Erbrecht).
- Die Freizeit- und Erholungsfunktion ist eine moderne Variante der Wirtschaftsfunktion. Sie umfasst Basisleistungen zur Erhaltung und Wiederherstellung der Gesundheit der Familienmitglieder und die Bereitstellung von Erholungsmöglichkeiten bzw. Ausgleichsleistungen der Familie gegenüber bestehenden gesellschaftlichen und wirtschaftlichen Organisationsformen.

Des Weiteren erfüllt die Familie eine psychisch-emotionale Funktion, indem sie Identität stiftet, auch im Erwachsenenalter zu sozialer Identität und Selbstbild beiträgt und eine Basis für dauerhaft angelegte soziale Beziehungen innerhalb der erweiterten Familie bildet. Durch Verwandtschaftsbeziehungen entstehen bereits in der Kindheit persönliche Bindungen von hoher emotionaler Bedeutung bspw. infolge bindungsfürsorglicher Elternschaft. Die engen Beziehungen werden später meist auf Lebens- und Ehepartner der Verwandten erweitert und bis ins hohe Alter aufrechterhalten. Sie werden durch Familienbesuche und Familienfeste zelebriert.
In modernen Gesellschaften werden politische, religiöse, wirtschaftliche und erzieherische Funktionen der Familie zum Teil auf andere gesellschaftliche Institutionen übertragen (etwa Staaten, politische Gemeinden, Versicherungsanstalten, Schulwesen, Sport) und treten im Familienalltag dann zurück, was sich in Notzeiten durchaus rasch ändern kann.
Ur- und frühgeschichtlichen Gesellschaften wird gelegentlich eine familienlose Organisation hypothetisch zugeschrieben. Auch in manchen indigenen Stammesgesellschaften der Neuzeit werden Formen des gesellschaftlichen Zusammenlebens beobachtet, die kernfamilienlos erscheinen, jedoch nicht unbedingt familienlos sind. Die Soziologie vermutet mit umfangreichem Material zumindest eine „Universalität der Kernfamilie“ (Needham).

## Familienformen

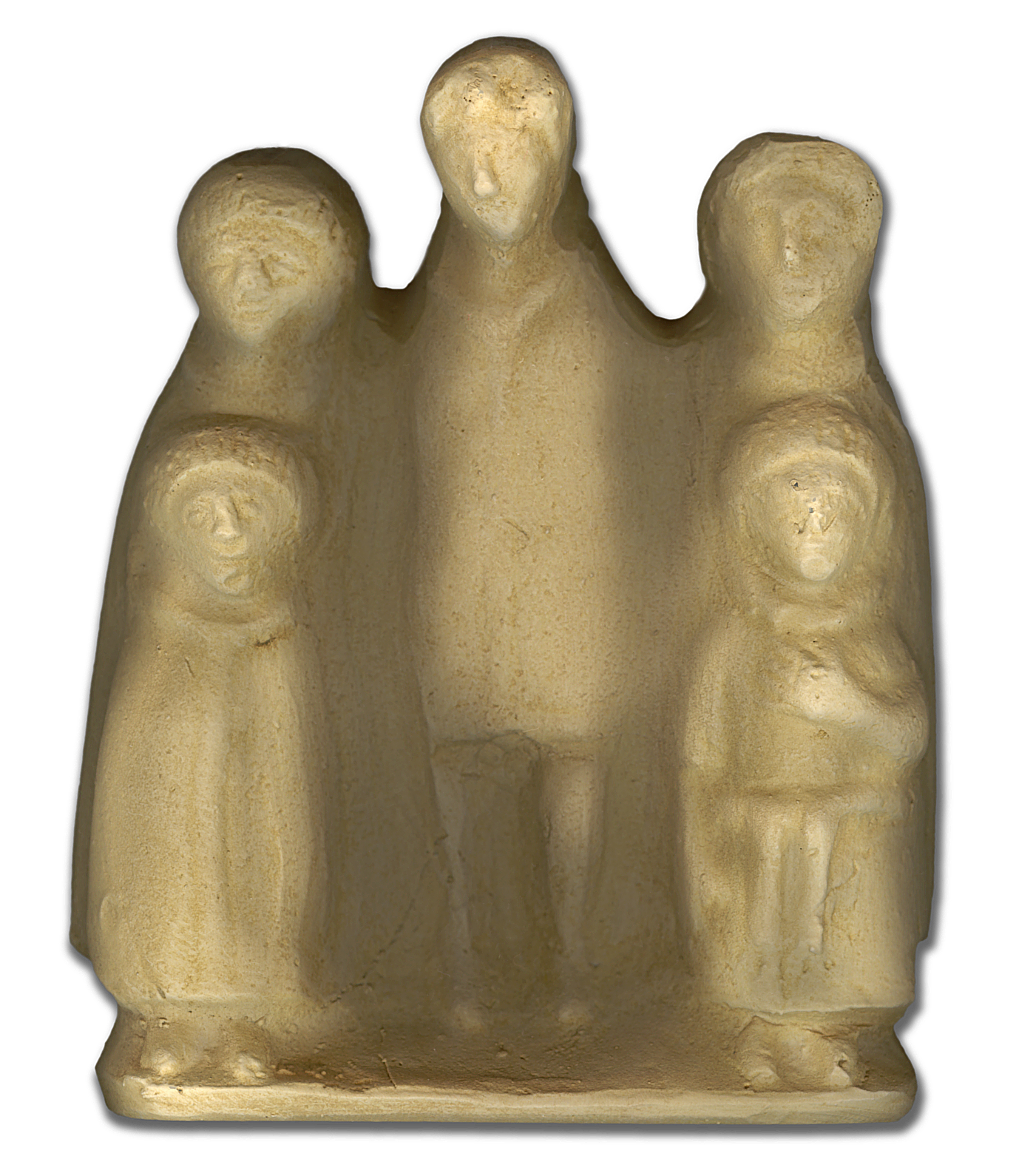
Provinzialrömische Familie. Antikes Tonmodel aus Köln.

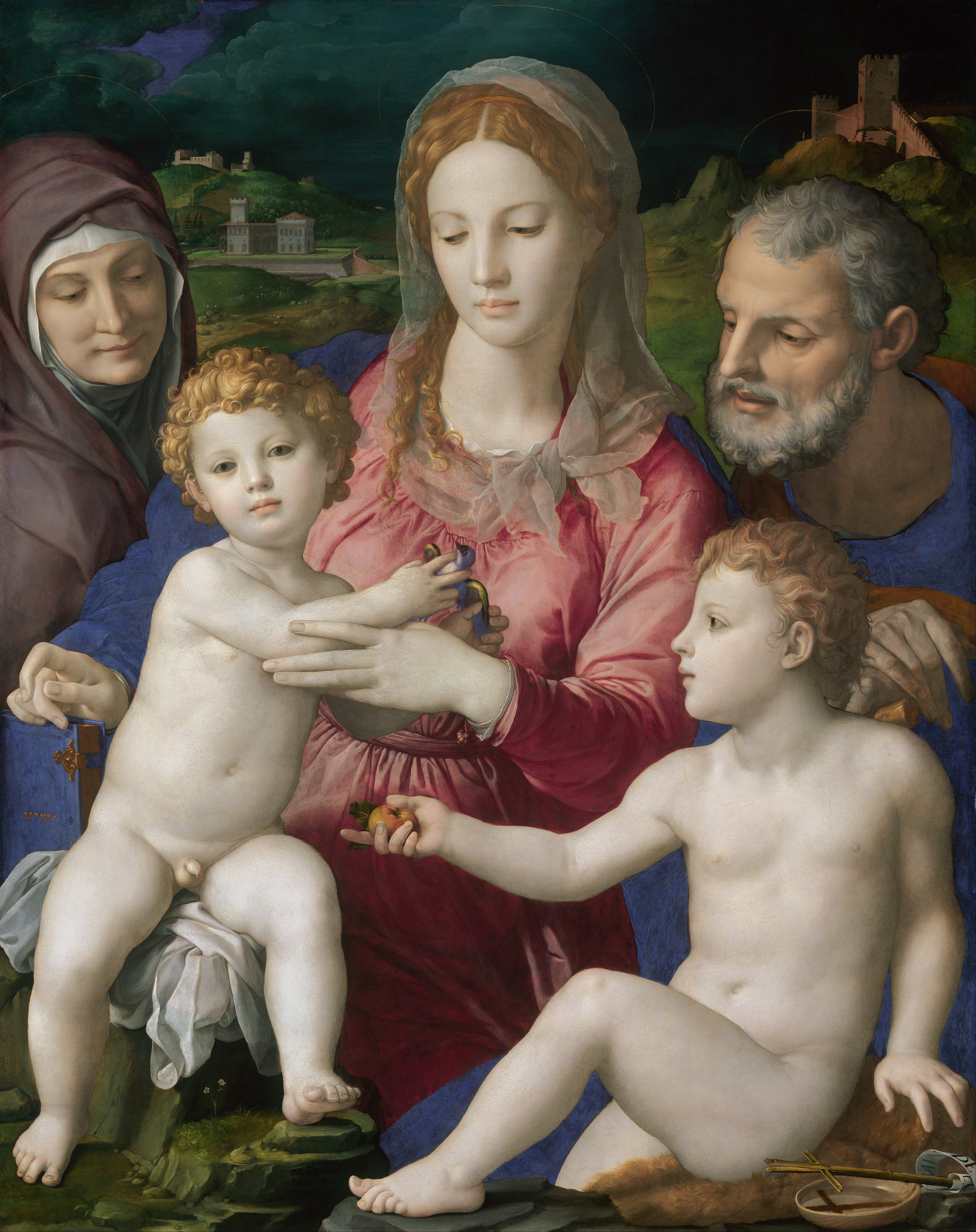
Die biblische Heilige Familie

Im westlichen bzw. europäischen Kulturraum wird heute unter „Familie“ meist die so genannte Kernfamilie verstanden, das heißt Eltern – auch Alleinerziehende – und deren Kinder. Die Kernfamilie erscheint in den meisten dieser Gesellschaften als überwiegend vorkommendes Modell. Andere Formen, wie Wohngemeinschaften oder das Zusammenleben zweier Elternteile mit je eigenen Kindern (ob verheiratet oder nicht), nehmen zumindest in Deutschland zu. Begrifflich darf die „Kernfamilie“ in diesem Sinn nicht mit der „Kleinfamilie“ verwechselt werden, die wenig Mitglieder umfasst; eine „Kernfamilie“ mit zwölf ehelichen Kindern ist keine „Kleinfamilie“.

### Wandel der Familienstruktur – Die bürgerliche Kleinfamilie (etwa 1850–1950)

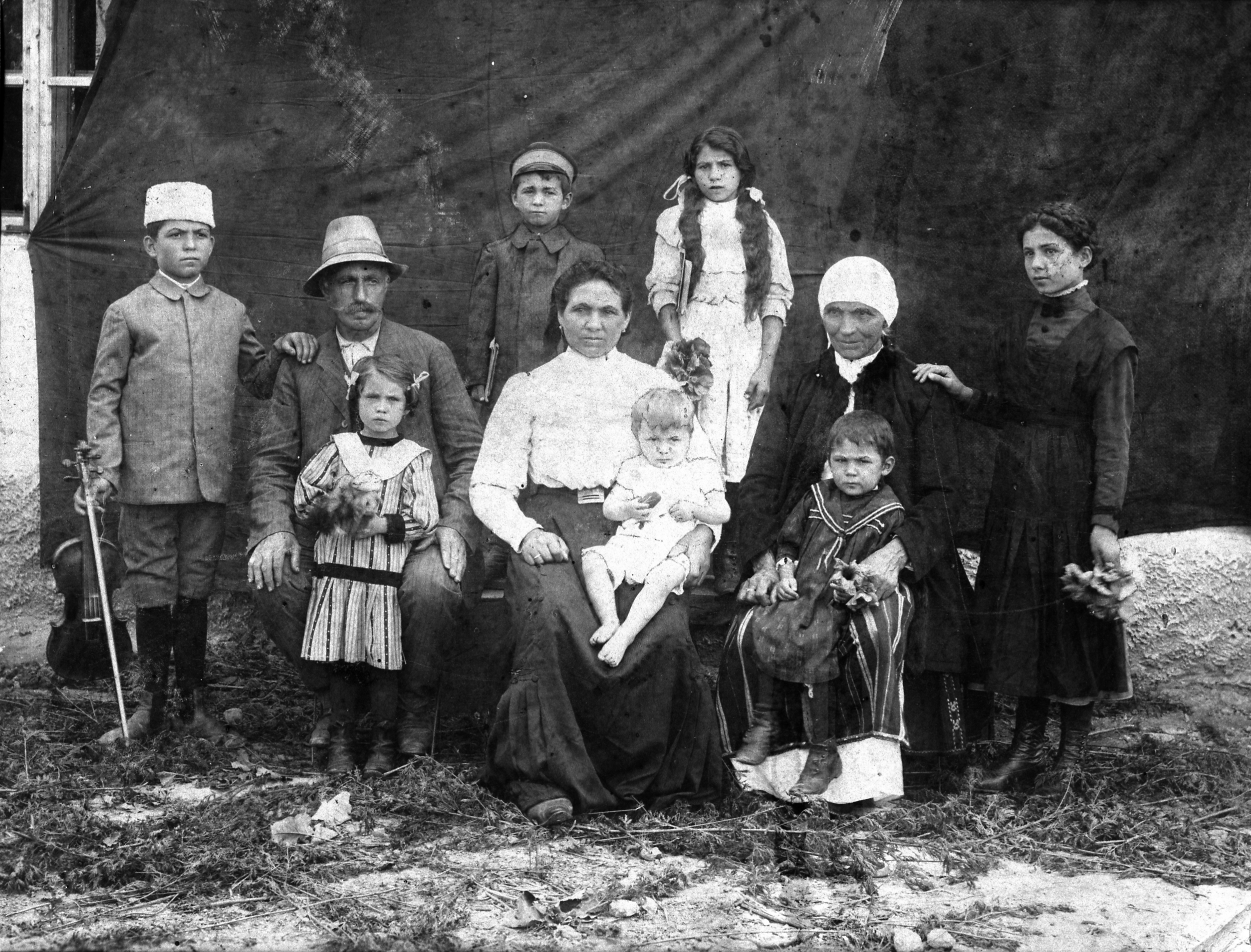
Bulgarische Familie um 1912

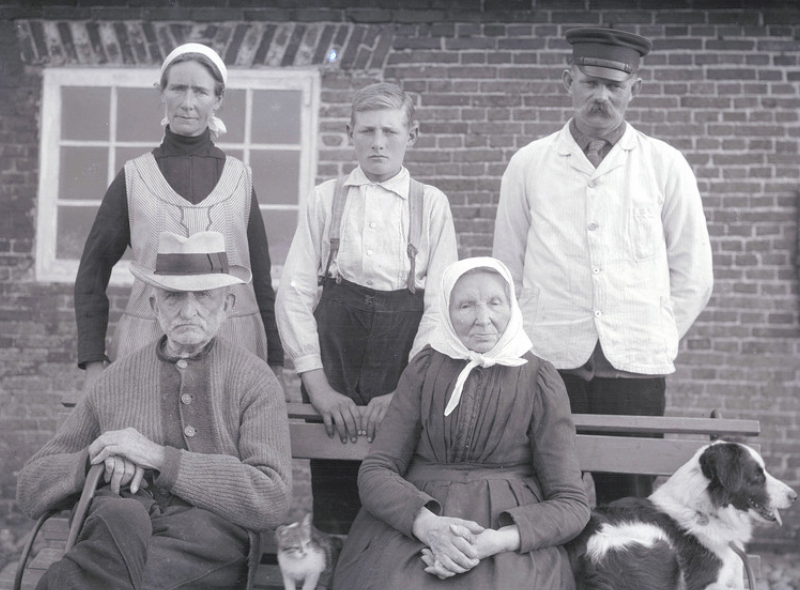
Sylter Bauernfamilie 1926

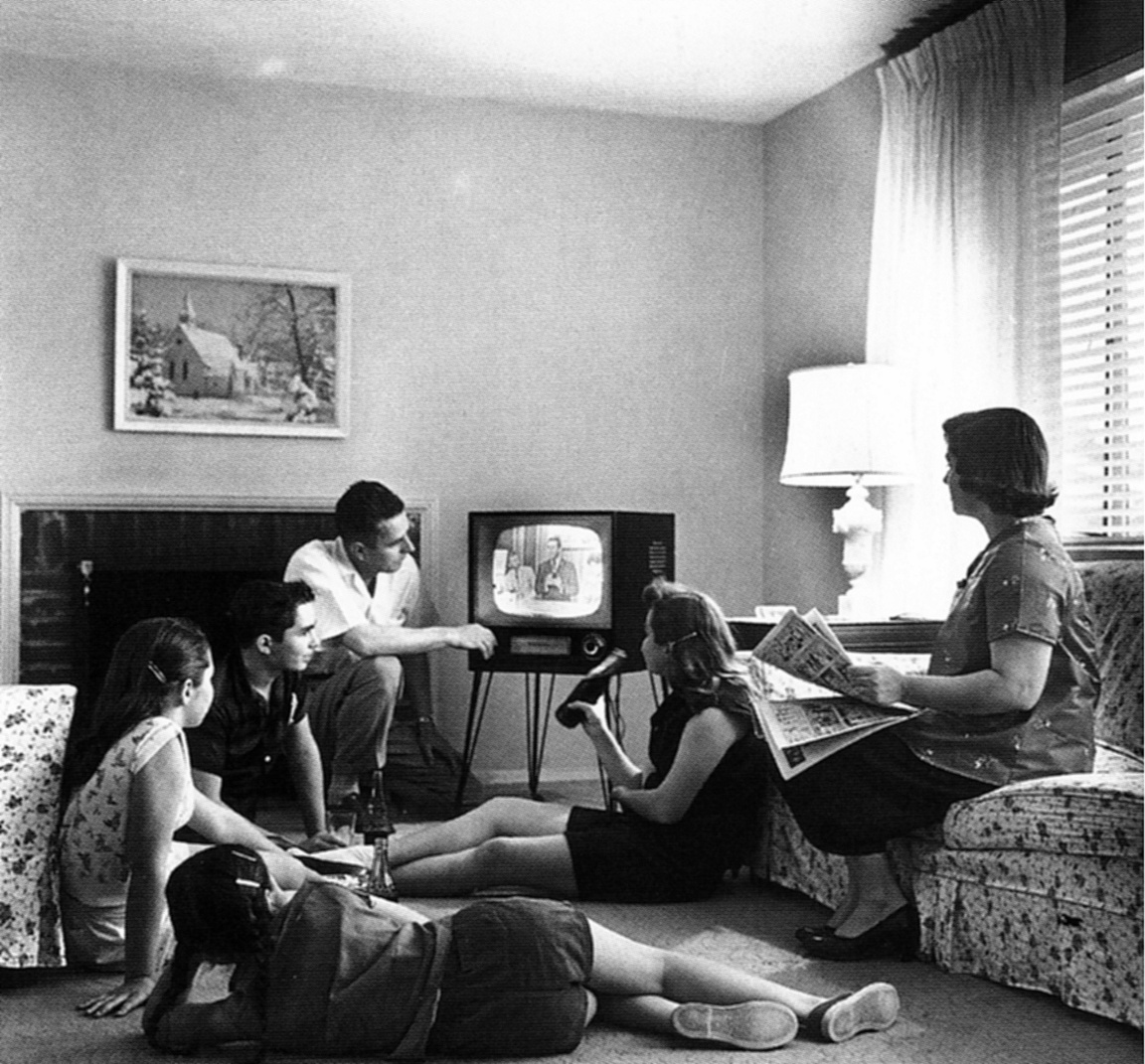
US-amerikanische Kleinfamilie beim Fernsehen, etwa 1958

Mit dem Wachstum der Städte und der Entwicklung des Bürgertums in Europa seit der Mitte des 19. Jahrhunderts entstand auch eine stark normative Vorstellung der Familie. Diese Vorstellung entwickelte sich bis zur Mitte des 20. Jahrhunderts, um dann folgendes Leitbild zu bieten:
- verheiratetes Elternpaar, oft mit Entscheidung für Ehepartner aus Liebe (Liebesheirat)
- eigene (leibliche) Kinder
- Haushaltsgemeinschaft aus einem verheirateten Paar und dessen in der Regel leiblichen, unmündigen Kindern
- lebenslange, monogame, heterosexuelle Ehe
- Traditionelle Rollenverteilung innerhalb der Geschlechter: Der Vater war der Haupternährer, besaß höchste Autorität („Familienvorstand“); die Mutter hatte in etwa 70 % der Fälle einen Nebenerwerb und stand der Haushaltsorganisation vor (Schlüsselgewalt).

Heute kennt die Familiensoziologie mehrere charakteristische Formen. Die traditionelle Familie hat nach wie vor eine hohe Wertigkeit und entspricht dem Lebensplan der meisten jungen Menschen. Empirisch ist der Wandel der Familienstrukturen an einer Schrumpfung der Haushaltsgröße (zahlreiche kinderlose oder Ein-Kind-Familien), einem Rückgang der Eheschließungen (nicht notwendig aber der Paarbindungen), der Zunahme der Scheidungen, einer Zunahme des Singledaseins, einem Rückgang der durchschnittlichen Geburten pro Frau, einer Zunahme der Frauenerwerbsarbeit, verkürzter Dauer partnerschaftlicher und familiärer Bindung, und oft in entsprechend mehreren Intervallen (serielle Monogamie) feststellbar.
Für den (tatsächlichen oder vermeintlichen) Trend zum freiwillig und bewusst gewählten Lebensentwurf der Partnerlosigkeit wurde das Schlagwort (Trend zur) Singlegesellschaft geprägt. Die Realität eines solchen Trends wird jedoch in Frage gestellt.

### Pluralisierung der Lebensformen (ab dem späten 20. Jahrhundert)

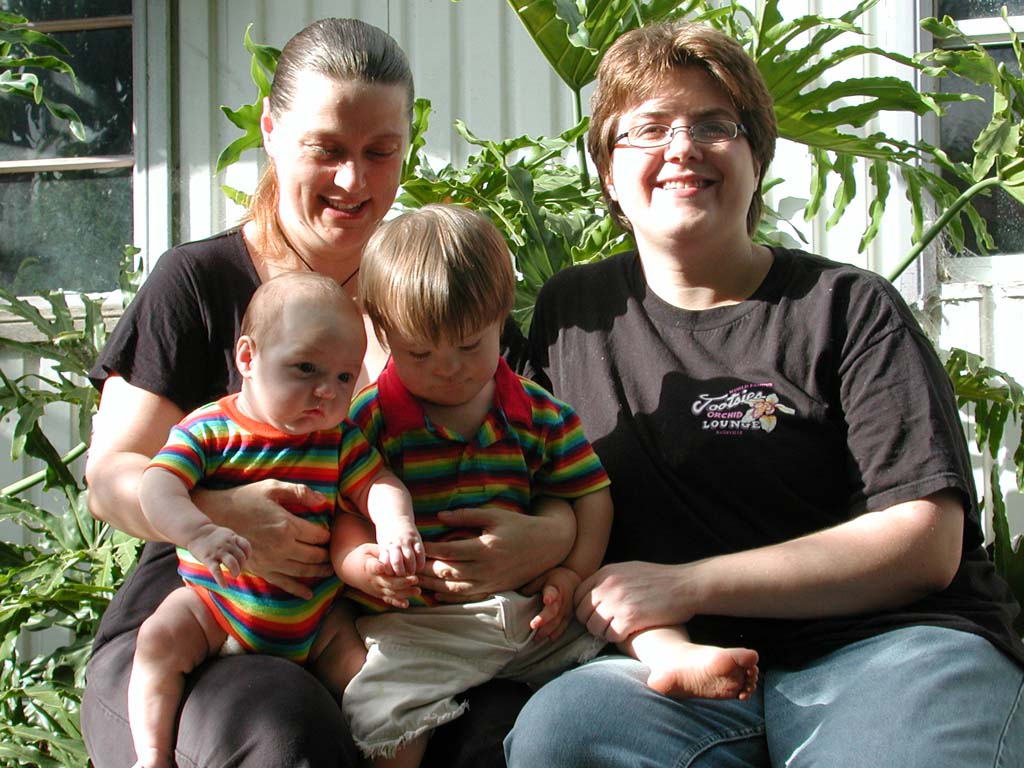
Eine Regenbogenfamilie (2004)

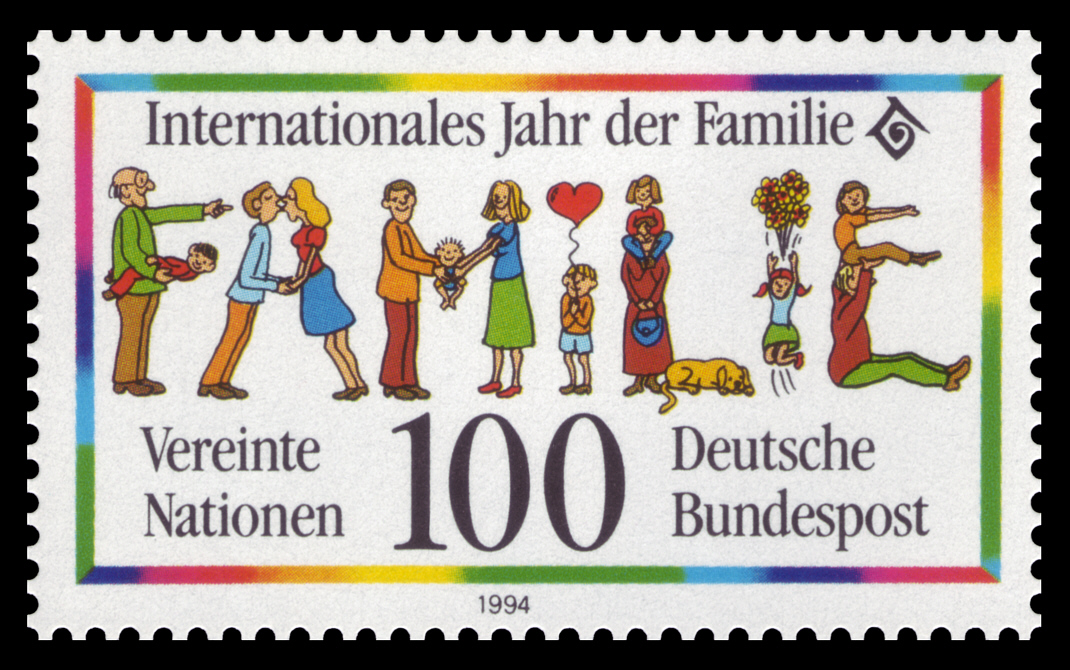
Deutsche Briefmarke von 1994 zum „Internationalen Jahr der Familie“

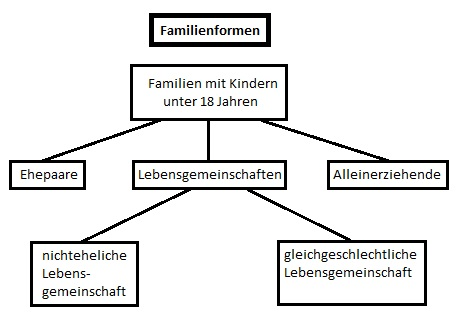
Familienformen nach dem Familienrecht

In der alten Bundesrepublik Deutschland war die Entwicklung nach 1960 von wenigen Schüben gekennzeichnet. Ende der 1960er Jahre setzte ein erster intensiver Wandlungsschub ein, der Anfang der 1980er Jahre endete. In diesem Zeitraum kam es zu einem starken Absinken der Geburtenrate (1965–1975), einem Rückgang der Heiratsneigung (1963–1978), zu einem Anstieg des Durchschnittsalters bei der Heirat (1990; 26,0 Jahre; 2010: 30,3 Jahre) und einem raschen Anstieg der Scheidungshäufigkeit (1969–1984). In dieser Zeit wurde durch eine Reform des BGB eine weitgehende rechtliche Gleichstellung von Mann und Frau in der Familie erreicht (1977). Danach folgte eine Phase relativer Stabilität, die bis Anfang der 1990er Jahre andauerte. Während die Geburtenrate seit 1975 in Westdeutschland bis heute nahezu konstant blieb, stieg die Scheidungsquote seit 1992 deutlich, gleichzeitig nahm die Heiratsneigung ab. Seit 2005 blieb die Scheidungshäufigkeit wieder konstant und der Rückgang der Heiratsneigung verlor an Dynamik. Kennzeichnend für den zweiten Entwicklungsschub seit Mitte der 1990er Jahre sind auch die Veränderungen der rechtlichen Position des Kindes und der Eltern-Kind-Beziehung durch die Novellierung des Kinder- und Jugendhilfegesetzes (KJHG) 1990/91 (BGBl. I S. 1163), die Gleichstellung nichtehelicher Kinder 1998, das Gesetz zur Ächtung von Gewalt in der Erziehung (2000) und das gemeinsame Sorgerecht auch für nichtverheiratete Eltern 2010.
Durch die demographische Entwicklung und den Wandel der Lebensformen seit den 1960er Jahren hat die moderne Kleinfamilie ihre Stellung eingebüßt und befindet sich in Konkurrenz mit zahlreichen anderen alternativen Formen des Zusammenlebens von Angehörigen verschiedener Generationen. In diesem Zusammenhang wird von einer „Pluralisierung der Lebensformen“ gesprochen. Anzeichen hierfür sind die sinkende Geburtenzahl, der Rückgang der Eheschließungen und das Ansteigen der Scheidungen.
Der Wandel der Haushalts- und Familienstrukturen zeigt sich in der Zurückhaltung vieler, eine Familie zu gründen, auch in der Form, dass Verheiratete häufiger als früher dauerhaft kinderlos bleiben. Die Bundesbürger nennen im Wesentlichen drei Gründe gegen eine Familiengründung:
- 62 %: der Wunsch, lieber frei und unabhängig zu bleiben
- 61 %: das Gefühl sich Kinder und den eigenen Lebensstandard mit Kindern nicht leisten zu können
- 59 %: die eigene berufliche Karriere dann vernachlässigen zu müssen

Vor allem aber zeigt sich der Wandel in der Anzahl der Alleinerziehenden sowie der nicht-ehelichen Lebensgemeinschaften. Durch die hohe Scheidungsrate entstehen auch immer mehr Stieffamilien (im deutschen Sprachraum auch Patchwork-Familien genannt, in der Soziologie auch „Fortsetzungsfamilien“), in denen Kinder unterschiedlicher Herkunft leben. Als Ursache für diese Entwicklung wird der seit den 1970er Jahren beschleunigte Wertewandel gesehen.
Sichtbaren Ausdruck fand der Wertewandel nach der Bundestagswahl 1998 (mit dieser endete die Ära Kohl und zum ersten Mal kam eine rot-grüne Bundesregierung (Kabinett Schröder I) ins Amt).
Kurz nach ihrem Amtsantritt machte die Bundesfamilienministerin Christine Bergmann den familienpolitischen Leitsatz der neuen Bundesregierung bekannt: „Familie ist, wo Kinder sind.“ Die Ministerin konkretisierte ihre Aussage mit den Worten: „Familie ist das Zusammenleben von Erwachsenen mit Kindern. Auch Alleinerziehende und Paare ohne Trauschein, die Kinder aufziehen, sind Familien. Jede andere Definition wäre eine grobe Mißachtung der Realität.“ Die Interviewer-Frage, ob auch gleichgeschlechtliche Paare mit Kind(ern) als „Familie“ eingestuft werden könnten, verneinte Christine Bergmann nicht.
Das Statistische Bundesamt trug beim Mikrozensus 2011 der Definition von 1998 Rechnung, indem es unter der Kategorie „Familienhaushalte“ alle Haushalte mit Kindern in den Unterkategorien „Kinder unter 18 Jahren“ und „Kinder über 18 Jahren“ aufführte und dabei weder den Familienstand der Angehörigen der älteren Generation noch die Art der Verwandtschaftsbeziehungen innerhalb des Familienhaushalts berücksichtigte.
2012 spitzte der Bevölkerungsforscher Jürgen Dorbritz die These Bergmanns zu, indem er explizit den Umkehrschluss aus ihr zog: „Wo Erwachsene ohne Kinder zusammenleben, ist keine Familie“. Mit diesem Satz wollte er vor allem die seiner Ansicht nach falsche Steuerpolitik der Bundesregierung kritisieren: „Die Formen des Zusammenlebens wandeln sich ständig, heute leben gleichgeschlechtliche Paare mit Kindern zusammen, bilokale Paare, die sich auf zwei Haushalte verteilen, Wochenendpaare. Im Umkehrschluss bedeutet das aber auch: Wo Erwachsene ohne Kinder zusammenleben, ist keine Familie – das sollte auch steuerlich berücksichtigt werden.“
Dass Zusammenlebende ohne Kinder keine „Familie“ bilden, ist ebenfalls eine implizite Annahme des Mikrozensus 2011, der unter der Kategorie „Familienhaushalt“ keine kinderlosen Paare berücksichtigt.
Im Kontext eines Family Mainstreamings ist allerdings zu berücksichtigen, dass es familiäre Verpflichtungen der „Sandwich-Generation“ nicht nur gegenüber der nachfolgenden, sondern auch gegenüber der vorangegangenen Generation gibt. Menschen in einer „Empty-Nest-Situation“ können durch Zuzug eines noch lebenden Elternteils wieder einen „Familienhaushalt“ bilden, der zwar nicht die Kriterien des Mikrozensus 2011 erfüllt, wohl aber das Kriterium „Zusammenleben von Angehörigen mehrerer Generationen in einem Haushalt“.
Neben der „Normalfamilie“ haben sich verschiedene alternative Formen des Zusammenlebens verschiedener Generationen herausgebildet:
- Alleinerziehendenhaushalt
- nichteheliche Lebensgemeinschaft mit Kind(ern)
- getrennt lebende Paare mit gemeinsamen Kind(ern), die abwechselnd bei beiden Erziehungsberechtigten wohnen
- Fernbeziehung oder Commuter-Ehe (beide Partner arbeiten unter der Woche getrennt wohnend und sehen sich oft nur am Wochenende) mit Kind(ern), die gewöhnlich bei einem der beiden Partner wohnen
- Wohngemeinschaft Erwachsener mit Kind(ern), auch ohne leibliche Elternschaft oder Adoption
- gleichgeschlechtliche Lebenspartnerschaft mit Kind(ern)
- gleichgeschlechtliche Ehe mit Kind(ern)
- Regenbogenfamilie
- Kinder mit mehreren (biologischen und sozialen) Müttern und Vätern (Adoptiv-Familien oder Stieffamilien); man spricht auch von sogenannten „binuklearen Familien“, wenn die geschiedenen – nicht sorgeberechtigten – Elternteile den Kontakt mit ihren Kindern aufrechterhalten
- polyamore Familien, also Familien mit mehr als einer Partnerschaft zwischen den (mindestens drei) Erwachsenen

Manchmal wohnen Kinder nicht im Haushalt der Eltern, sondern in Pflegefamilien, bei ihren Großeltern, in einem Kinderheim, einem Internat oder anderswo. Gründe dafür können Krankheit, Tod oder Drogensucht eines Elternteils sein. Im Falle sehr junger Mütter sind Mehrgenerationenhaushalte häufig. Von einer „Familie“ kann man in diesen Fällen dann sprechen, wenn die Kinder nicht nur zeitweilig oder vorübergehend mit den Erwachsenen zusammenleben.
Die über das Zusammenleben definierten Gemeinschaften bleiben bei zunehmendem Alter der Beteiligten im Falle von Zwei-Generationen-Haushalten so lange bestehen, bis der letzte Angehörige der einen Generation aus dem Haushalt der anderen Generation auszieht. Dennoch bleiben auch bei fortschreitendem Alter der Beteiligten familientypische Beziehungen bestehen, und zwar zum einen durch familien- und erbrechtliche Regelungen, zum anderen durch oft fortbestehende emotionale Bindungen zwischen den Generationen.
Durch die durchschnittlich geringere Lebenserwartung von Männern kommt es nach dem Auszug erwachsen gewordenen Kinder aus dem gemeinsamen Haushalt zu weiteren alterstypischen weiteren Veränderungen der Lebensformen:
- Einpersonenhaushalt einer Witwe
- seltener: Einpersonenhaushalt eines Witwers
- Zwei- oder Mehrgenerationenhaushalt mit Witwe/Witwer (in der Regel zieht dabei die verwitwete Person in den Haushalt eines der Kinder)
- funktionelle „Großfamilie“ – eine der Altenheimformen
- funktionelle „kleine Familie“ – eine Form der Hausgemeinschaft überwiegend Älterer (nicht verwandt)

Der voranschreitenden Individualisierungsprozess und den stattfindenden sozial-strukturellen Differenzierungsprozess in der Gesellschaft erleichtert es dem Einzelnen, für die eigene Lebensgestaltung aus einer großen Zahl an Auswahl- und Entscheidungsmöglichkeiten auszuwählen. Hinzu kommt der soziale Wertewandel, durch den traditionelle Pflicht- und Akzeptanzwerte an Bedeutung verloren haben. Selbstverwirklichungswerte und die Planung eines individuellen Lebensentwurfes haben an Bedeutung gewonnen. Dies trifft besonders auf die Institution der Ehe zu. Denn diese hat für die Erfüllung bestimmter Bedürfnisse (z. B. Sexualität) und als materielle Versorgungsinstanz (für die Frau) an Bedeutung verloren. Auch in Ehen und allgemeiner in Kernfamilien mit zwei Erwachsenen findet eine Pluralisierung der familiären Erwerbsarrangements statt: das vor allem in Westdeutschland vorherrschende Leitbild Ernährermodell ist zunehmend durch das Zuverdienermodell oder auch das Doppelversorgermodell (etwa Doppelkarrierepaare) abgelöst worden. Aus dem traditionellen Dasein für andere (Familie, Elternschaft), wurde zunehmend die Gestaltung eines selbst bestimmten Lebens.
Verantwortlich für diesen Wandel der Familienstrukturen sind unter anderem:
- Das Humankapital, über das die durchschnittliche junge Frau verfügt, nähert sich dem gleich alter Männer an. Vor allem die mit dem Verzicht auf eine Berufstätigkeit verbundene Einkommenseinbuße und die hohe Wertschätzung ihres Berufs veranlassen viele Frauen, sich für den Beruf und gegen eine Elternschaft zu entscheiden, und zwar oft auch dann, wenn sie eine Ehe eingegangen sind. Oft haben auch Frauen, die Einkommenseinbußen hinzunehmen bereit wären, grundsätzliche Zweifel an der Vereinbarkeit von Familie und Beruf.
- Insgesamt entscheiden sich mehr Männer als Frauen gegen die Gründung einer Familie. Als Gründe werden der Vorrang von privaten Interessen und Freiheiten sowie die Angst angegeben, der (vermeintlichen) Aufgabe als Haupternährer der Familie nicht gewachsen zu sein.
- Volkswirtschaftlich betrachtet verringert die tendenziell steigende Frauenerwerbsquote die Zahl derjenigen, die ältere Angehörige selbst pflegen (können). Dadurch und durch den zunehmenden Anteil Kinderloser unter den Pflegebedürftigen nimmt der Anteil professionell zu Pflegender zu.
- Die Anzahl eigener Kinder für die individuelle Altersvorsorge erscheint oft als bedeutungslos.
- Da das Durchschnittsalter der Bevölkerung steigt und es immer mehr Hochbetagte gibt, gehören Menschen durchschnittlich immer länger der „Sandwich-Generation“ an und haben sogar als Ruheständler oft noch lebende Eltern.
- Der Zeitaufwand für die Arbeit im Haushalt nimmt aufgrund des technischen Fortschritts und neuartiger, für viele erschwinglicher Dienstleistungsangebote ab.
- Die Reform des Ehe- und Familienrechts 1976 brachte neben der Vereinfachung der Scheidung eine Verlagerung der Unterhaltsverpflichtung von der Fürsorge des Staates auf den besser verdienenden ehemaligen Ehepartner bei denjenigen, die nach altem Recht schuldig geschieden worden wären. In einem zweiten Schritt wurde das Recht des geschiedenen, schlechter verdienenden ehemaligen Ehepartners auf Ehegattenunterhalt eingeschränkt (Hausfrauenehe als „Auslaufmodell“).
- bessere Verhütungsmethoden ermöglichen es, ungewollte Schwangerschaften zu verhindern
- Die Kritik an der „Normalfamilie“ durch die 68er-Generation und der Feminismus (veränderte Rollenbilder) bewirkten bei vielen einen Bewusstseinswandel.

In Deutschland können nicht mehr als zwei Erwachsene das Sorgerecht für Kinder ausüben; auch die Geburtsurkunde wird nur auf ein oder zwei Eltern ausgestellt. Sorgt eine dritte Person für ein Kind, braucht für Arztbesuche mit dem Kind  usw. eine Vollmacht. Ein Dritter kann ein Kind nicht adoptieren, ohne dass einer der anderen den Elternstatus verliert. Allerdings ist das Recht, Zeit mit dem Kind zu verbringen, nicht auf zwei Personen beschränkt. Kritiker bemängeln, dass politisch und gesellschaftlich nicht angemessen berücksichtigt werde, dass es von Vorteil sein kann, wenn sich mehr als zwei Erwachsene zu einer Familie zusammenfinden.
Nach Plänen des deutschen Justizministers Marco Buschmann (FDP) soll mit dem Konzept einer „Verantwortungsgemeinschaft“ ein neues Rechtsinstitut eingeführt werden. Diese soll unter anderem ein besseres Auskunftsrecht gegenüber Ärzten gewähren. Sie soll aber keine Auswirkungen auf das Eltern-Kind-Verhältnis haben und weder Steuererleichterungen noch erbrechtliche oder aufenthaltsrechtliche Folgen oder Unterhaltspflichten mit sich bringen.

## Familienbezogene Wissenschaften
Wegen ihrer Funktionenvielfalt befassen sich zahlreiche Wissenschaften mit der Familie. Als Familienwissenschaften zu nennen wären (alphabetisch):
- die Ethnologie (besonders ihre Studien zur Verwandtschaft)
- die Geschichtswissenschaft (besonders im Rahmen ihrer Hilfswissenschaften Genealogie und Heraldik)
- die Geographie (besonders im Prozess des demografischen Wandels und in der Auswirkung auf die Stadtgeographie)
- die Medizin (siehe etwa Familienmedizin, Hausgeburt)
- die Ökotrophologie (Haushaltswissenschaft)
- die Pädagogik (siehe etwa Hausaufgabe)
- die Psychologie (etwa die Entwicklungspsychologie, Familientherapie)
- die Rechtswissenschaft (besonders im Familien- und Erbrecht)
- die Soziologie (besonders die hier bereits herangezogene Familiensoziologie)
- die Theologie (siehe die theologische Ethik)
- die Volkskunde (besonders die Subdisziplin volkskundliche Familienforschung)
- die Volkswirtschaftslehre (besonders innerhalb der Sozialpolitik die Familienpolitik)

Auch zu berücksichtigen sind familienbezogene Berufsspezifikationen, wie etwa in der sozialen Arbeit, Altenpflege und anderen Tätigkeiten.

### Einführend
- Neithard Bulst, Joseph Goy, Jochen Hoock (Hrsg.): Familie zwischen Tradition und Moderne. Studien zur Geschichte der Familie in Deutschland und Frankreich vom 16. bis zum 20. Jahrhundert (= Kritische Studien zur Geschichtswissenschaft. Band 48). Göttingen 1981.
- Trude Ehlert: Einführung. In: Trude Ehlert (Hrsg.): Haushalt und Familie in Mittelalter und früher Neuzeit. Vorträge eines interdisziplinären Symposions vom 6.–9. Juni 1990 an der Rheinischen Friedrich-Wilhelms-Universität Bonn. Mit einem Register von Ralf Nelles. Thorbecke, Sigmaringen 1991, ISBN 3-7995-4156-X, S. 9–13.
- Andreas Gestrich, Jens-Uwe Krause, Michael Mitterauer: Geschichte der Familie (= Kröners Taschenausgabe. Band 376). Kröner, Stuttgart 2003, ISBN 3-520-37601-6.
- Jack Goody: Geschichte der Familie. Beck, München 2002, ISBN 3-406-48439-5.
- Robert Hettlage: Familienreport. Eine Lebensform im Umbruch. Beck, München 1998, ISBN 3-406-43983-7.
- Paul B. Hill, Johannes Kopp: Familiensoziologie. Grundlagen und theoretische Perspektiven. 5., überarbeitete Auflage. VS, Wiesbaden 2013, ISBN 3-531-53734-2.
- Rolf-Ulrich Kunze: Lehrbuch Familiengeschichte. Eine Ressource der Zeitgeschichte. Kohlhammer, Stuttgart 2018, ISBN 978-3-17-033929-3.
- René König: Materialien zur Soziologie der Familie. Francke, Bern 1946; 2., überarbeitete Auflage. Kiepenheuer & Witsch, Köln 1974, ISBN 3-462-00987-7.
- Kurt Lüscher, Ludwig Liegle: Generationenbeziehungen in Familie und Gesellschaft. Universitätsverlag, Konstanz 2003, ISBN 978-3-8252-2425-7.
- Rita Marx: Familien und Familienleben. Grundlagenwissen für Soziale Arbeit. Beltz Juventa, Weinheim 2011, ISBN 978-3-7799-2213-1.
- Rosemarie Nave-Herz/Manfred Markefka: Handbuch der Familien- und Jugendforschung. Zwei Bände. Luchterhand, Neuwied 1989, ISBN 3-472-55106-2.
- Rosemarie Nave-Herz: Ehe- und Familiensoziologie. Eine Einführung in Geschichte, theoretische Ansätze und empirische Befunde. Juventa, Weinheim/München 2004, ISBN 3-7799-1712-2.
- Rüdiger Peuckert: Familienformen im sozialen Wandel. 5., überarbeitete Auflage. VS, Wiesbaden 2004, ISBN 3-531-53653-2.
- Hans Reis: Lexikon Familie. Schöningh, Paderborn 2007, ISBN 3-506-76322-9 (herausgegeben vom Päpstlichen Rat für die Familie).
- Heidi Rosenbaum: Formen der Familie. Untersuchungen zum Zusammenhang von Familienverhältnissen, Sozialstruktur und sozialem Wandel in der deutschen Gesellschaft des 19. Jahrhunderts. Frankfurt am Main 1996, ISBN 3-518-27974-2.
- Marina Rupp (Hrsg.): Die Lebenssituation von Kindern in gleichgeschlechtlichen Lebenspartnerschaften. Bundesanzeiger Verlag, Köln 2010, ISBN 978-3-89817-807-5 (Forschungsbericht des Staatsinstituts für Familienforschung an der Universität Bamberg, herausgegeben vom Bundesjustizministerium).
- Stephanie B. Klein (Hrsg.): Familienvorstellungen im Wandel, TVZ, Zürich 2018, ISBN 978-3-290-20166-1.
- Ingebor Weber-Kellermann: Die deutsche Familie. Versuch einer Sozialgeschichte (= Suhrkamp-Taschenbuch. Bd. 185). Suhrkamp, Frankfurt am Main 1971; Neuauflage ebenda 1974, ISBN 3-518-06685-4.

### Darstellungen und Spezialuntersuchungen
- André Burguière, Christiane Klapisch-Zuber, Martine Segalen, Françoise Zonabend (Hrsg.): Geschichte der Familie. 4 Bände. Campus, Frankfurt am Main u. a. 1996–1998, ISBN 3-593-35557-4 (Original: Histoire de la famille. Paris 1986).
- René König: Die Familie der Gegenwart. Ein interkultureller Vergleich. 3. Auflage. München 1978.
- Birgit Kohlhase: Familie macht Sinn. Urachhaus, Stuttgart 2004, ISBN 3-8251-7478-6.
- Michael Mitterauer: Familie und Arbeitsorganisation in städtischen Gesellschaften des späten Mittelalters und der frühen Neuzeit. In: Alfred Haverkamp (Hrsg.): Haus und Familie in der spätmittelalterlichen Stadt (= Städteforschung. Reihe A: Darstellungen. Band 18). Böhlau, Köln/Wien 1984, ISBN 3-412-00284-4, S. 1–36.
- Peter-Johannes Schuler (Hrsg.): Die Familie als sozialer und historischer Verband. Untersuchungen zum Spätmittelalter und zur frühen Neuzeit. Sigmaringen 1987.
- Reinhard Sprenger: Aspekte sozialen Schutzes in der Bauernfamilie des Hoch- und Spätmittelalters. In: Trude Ehlert (Hrsg.): Haushalt und Familie in Mittelalter und früher Neuzeit. Vorträge eines interdisziplinären Symposions vom 6.–9. Juni 1990 an der Rheinischen Friedrich-Wilhelms-Universität Bonn. Mit einem Register von Ralf Nelles. Thorbecke, Sigmaringen 1991, ISBN 3-7995-4156-X, S. 91–105.
- Christian von Zimmermann, Nina von Zimmermann (Hrsg.): Familiengeschichten. Biographie und familiärer Kontext seit dem 18. Jahrhundert. Campus, Frankfurt am Main / New York 2008, ISBN 978-3-593-38773-4.

### Kritische Aspekte
- Gunnar Heinsohn, Rolf Knieper: Theorie des Familienrechts. Geschlechtsrollenaufhebung, Kindesvernachlässigung, Geburtenrückgang. Suhrkamp, Frankfurt am Main 1974, ISBN 3-518-00747-5.
- Gunnar Heinsohn, Rolf Knieper, Otto Steiger: Menschenproduktion. allgemeine Bevölkerungstheorie der Neuzeit. Suhrkamp, Frankfurt am Main 1979, ISBN 3-518-10914-6.
- Max Horkheimer, Erich Fromm, Herbert Marcuse u. a.: Studien über Autorität und Familie. Forschungsberichte aus dem Institut für Sozialforschung. Neuauflage der Erstausgabe von 1936. Klampen, Springe 1987, ISBN 3-934920-49-7.

### Fotos
- Uwe Ommer: Transit. In 1424 Tagen um die Welt. Taschen, Köln 2006, ISBN 3-8228-4653-8 („Familienalbum der Erde“: 1000 Familien weltweit).